# Stazione di Fontanetto Po
La stazione di Fontanetto Po è una stazione ferroviaria posta sulla linea Chivasso-Alessandria. Serve il centro abitato di Fontanetto Po.

## Storia
La stazione di Fontanetto venne attivata il 30 aprile 1887, all'apertura della linea da Chivasso a Casale.